# Williams %R

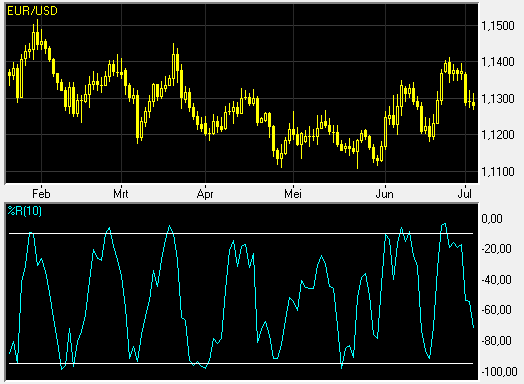
Williams %R Oscillator

Williams %R, afgekort %R, is een technische analyse-indicator van het oscillator-type. De naamgever Larry Williams is een Amerikaanse trader en auteur van beleggingsboeken. De %R geeft de slotkoers weer in verhouding tot de hoogste en laagste koers van de afgelopen N dagen. De standaardwaarde voor N is 10. Wanneer de slotkoers dicht bij de hoogste koers staat dan is dat een overbought indicatie. Dicht bij de laagste koers is een aanwijzing dat de markt oversold is.

## Berekening
De berekening van de %R over N dagen luidt:
{\displaystyle \%R={hoogste_{Ndagen}-slot_{vandaag} \over hoogste_{Ndagen}-laagste_{Ndagen}}\times -100} 
De waarde van de indicator beweegt zich van -100 tot 0. Een waarde van -100 betekent dat de slotkoers dicht bij de laagste koers van de afgelopen N dagen staat. Een waarde van 0 betekent dat de slotkoers vlak bij de hoogste koers van de afgelopen N dagen staat. 

## Aan- / verkoopsignaal
Larry Williams gebruikte een 10-daagse %R en beschouwde %R waarden beneden de -80 als oversold en boven de -20 als overbought, maar op deze waarden wordt niet direct gehandeld. Er is pas sprake van een oversold koopsignaal onder de volgende voorwaarden: 
- %R bereikt -100%.
- Wacht vijf handelsdagen nadat %R het -100% niveau heeft bereikt.
- %R daalt vervolgens weer onder het -95% of -85% niveau.

Voor een overbought verkoopsignaal geldt het omgekeerde:
- %R bereikt de waarde 0%.
- Wacht vijf handelsdagen nadat %R het 0% niveau heeft bereikt.
- %R stijgt vervolgens weer boven het -5% of -15% niveau.